# Giovanni Gaetano Rossi
Giovanni Gaetano Rossi (ur. 5 sierpnia 1828 w Borgo San Donnino, zm. 30 marca 1886 w Genui) – włoski kompozytor.

## Życiorys
Ukończył konserwatorium w Mediolanie, następnie od 1856 roku był maestro concertatore Teatro Regio w Parmie. Był też organistą w kapeli nadwornej. Pełnił funkcję widedyrektora (od 1856) i dyrektora (od 1864) konserwatorium w Parmie. Dyrektor Teatro Carlo Felice (1874–1886) i Liceo Musicale (1874–1886) w Genui. 
Skomponował opery Elena di Taranto (wyst. Parma 1852), Giovanni Giscala (wyst. Parma 1855), Nicolò de Lapi (wyst. Parma 1865) i La Contessa d’Altenberg (wyst. Borgo San Donnino 1871). Ponadto był autorem m.in. oratorium Le sette parole, uwertury Saulo, Requiem, 3 mszy.
W 1869 roku odznaczony Krzyżem Kawalerskim Orderu Korony Włoskiej.